# Ossie Stewart
Ossie Stewart, född den 31 januari 1954 i Surbiton, är en brittisk seglare.
Han tog OS-brons i soling i samband med de olympiska seglingstävlingarna 1992 i Barcelona.